# Angelo Balanta
Angelo Jasiel Balanta (Cáli, 1 de julho de 1990) é um futebolista colombiano, que atua como atacante. Atualmente joga pelo Dagenham & Redbridge. Possui também cidadania inglesa.

## Carreira
Radicado na Inglaterra desde os 5 anos, profissionalizou-se em 2007, no Queens Park Rangers, que o descobriu durante um jogo do CB Hounslow United. Sua estreia foi contra o Crystal Palace, em dezembro do mesmo ano, substituindo Ben Sahar.  Assinou o primeiro contrato profissional em janeiro de 2008.
Ele chegou a iniciar a temporada seguinte como jogador dos Hoops, porém foi emprestado ao Wycombe Wanderers em novembro de 2008. Em 2 semanas vestindo a camisa dos Chairboys, foram 11 jogos e 3 gols marcados, sendo reintegrado posteriormente ao elenco do QPR.
Em 2009–10, atuou em apenas 4 jogos e, em junho de 2010, fora dos planos do técnico Neil Warnock, foi novamente cedido por empréstimo, desta vez ao MK Dons, disputando 25 partidas no total (18 pela League One) e fazendo 7 gols (6 pela League One). Ainda teve outros 2 empréstimos para o mesmo clube, entre 2011 e 2013, quando o Queens Park Rangers disputava a Premier League, e uma curta passagem pelo Yeovil Town também em 2013 (6 partidas).
De volta ao QPR, Balanta não foi utilizado nenhuma vez por Harry Redknapp até o término do contrato em 2014, assinando com o Bristol Rovers. Defendeu também Carlisle United e Boreham Wood antes de ser contratado pelo Dagenham & Redbridge em 2018.

## Carreira internacional
Em setembro de 2008, Balanta foi pré-convocado para a Seleção Inglesa Sub-17 caso um outro jogador não pudesse atuar.

## Títulos
Bristol Rovers
- Conference National: 2014–15 (play-off de acesso)

Boreham Wood
- Herts Senior Cup: 2017–18